# Drêche
Vous lisez un « bon article » labellisé en 2014.
Pour l’article homonyme, voir Drêche d'alcool de consommation.

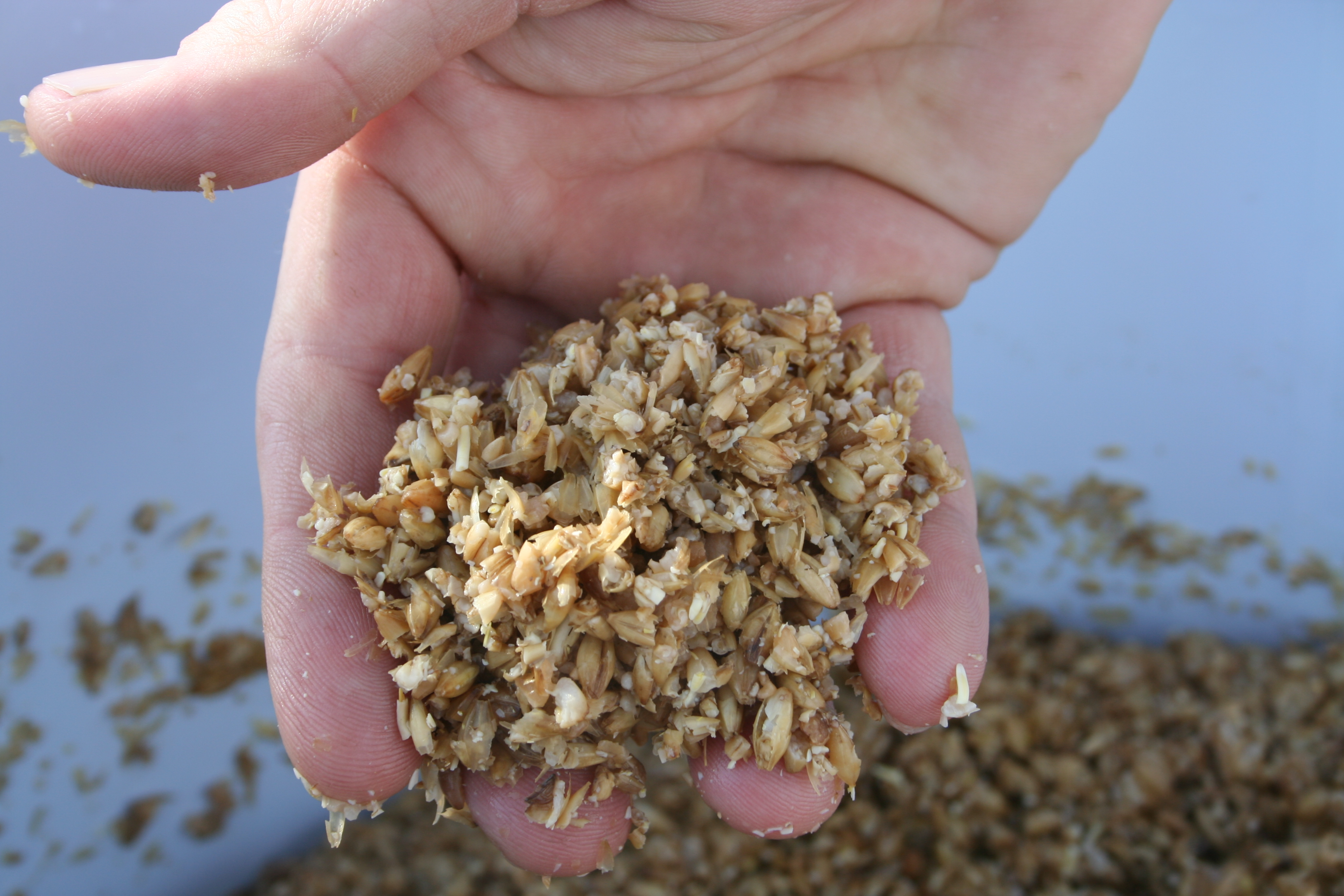
Drêches d'orge.

Les drêches sont des résidus solides de la production d'alcool à partir de céréales, généralement utilisées pour l'alimentation animale. Elles sont principalement issues des brasseries et des distilleries fabricant des alcools de consommation ou du bioéthanol. Elles correspondent à l'ensemble des éléments non solubles qui restent, soit après filtration du moût (cas des boissons alcoolisées), soit après distillation (cas de la production de bioéthanol). Elles sont principalement produites à partir de l'orge, du blé ou du maïs.
Elles constituent un aliment riche en énergie, en protéines et en minéraux utilisé pour nourrir les ruminants, tant pour l'engraissement que la production laitière, mais également d'une manière plus marginale pour les porcs et la volaille. Elles ont été auparavant utilisées par quelques éleveurs situés à proximité des unités de fabrication, mais le développement des biocarburants a multiplié leur production. Beaucoup plus courantes depuis la fin des années 2000, elles font l'objet d'un commerce qui s'internationalise. Elles peuvent se présenter sous différentes formes, fraîches, ensilées ou déshydratées.

## Étymologie
L'étymologie du terme « drêche » est mal connue et plusieurs théories se confrontent sur ce sujet. Pour Friedrich Christian Diez, ce mot viendrait de l'allemand dreschen qui signifie « battre le blé », et qui ferait donc référence aux céréales à partir desquelles les drêches sont produites. Sophus Bugge réfute cette thèse, aucun terme allemand dérivé de dreschen n'étant employé dans ce sens en allemand. Il y voit plutôt une origine anglo-saxonne, de daerste, drastes en vieil anglais, désignant le résidu des grappes de raisin pressurées. Le terme drache pour désigner la « rafle du raisin » est utilisé notamment par Olivier de Serres en 1600. Pour d'autres auteurs, le mot du vieux français drashe employé depuis le XIIIe siècle, signifiant « résidu du malt », a vraisemblablement une origine celte, comme beaucoup de termes ayant trait à la brasserie. Il viendrait de drasca, repris en latin médiéval en drachia ou drascum.

## Origine et fabrication

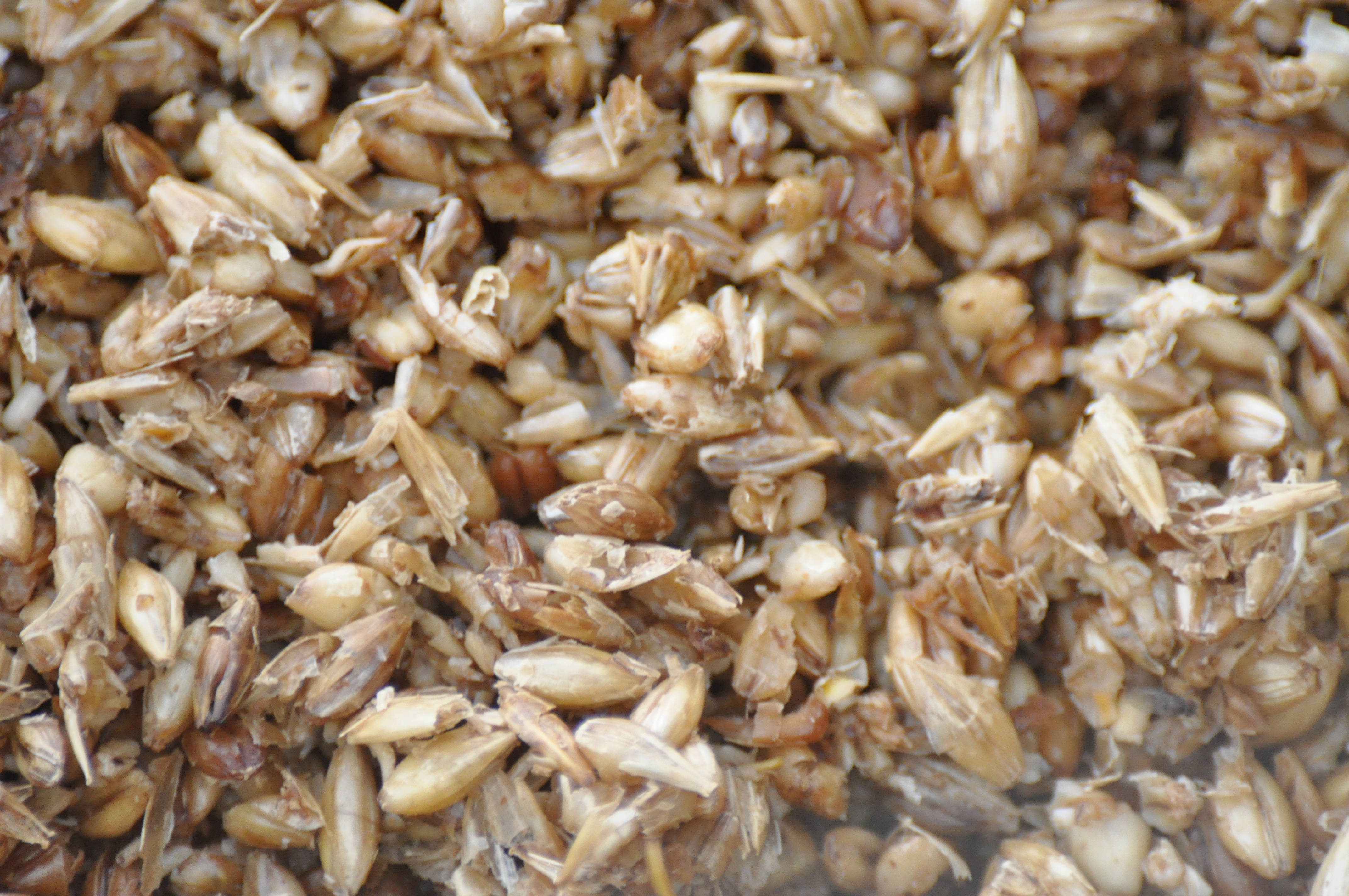
Enveloppes et glumes d'orge après le brassage.

Les drêches sont principalement issues de processus industriels que sont la brasserie et la distillerie, destinées à la production d'alcool de consommation (whisky, vodka ou gin) ou de biocarburants. Les étapes de fabrications de ces produits alcoolisées sont similaires, mais les céréales utilisées et l'étape à laquelle les drêches sont séparées du liquide sont différentes.

### Céréales utilisées
Les drêches issues de la production de bière sont produites à partir du malt, lui-même dérivé de l'orge. Des céréales autres que l'orge peuvent parfois être utilisées en brasserie, comme froment (par exemple pour la production de la bière blanche) et le sorgho, notamment utilisé en Afrique, et à l'origine de drêches artisanales pouvant être utilisées par les petits élevages locaux.
Dans le cas des spiritueux, les produit agricoles utilisés pour la production d'alcool peuvent varier (céréales, pommes de terre, betteraves sucrières...). Seuls les résidus issus de céréales seront appelés drêches et utilisés comme tels. 
Les drêches issues de la fabrication du bioéthanol sont de maïs ou de blé.
Il est intéressant de noter que les drêches issues de brasseries industrielles diffèrent de celles produites par des brasseries artisanales. En effet, les brasseries créées durant la révolution du "craft brewing" ont tendance à prendre plus de liberté avec les recettes, et utilisent souvent des ingrédients fermentescibles qui ne sont pas de l'orge, et qui par conséquent modifient la composition chimique et les propriétés physiques des drêches.
Les drêches issues de la production de boissons alcoolisées sont fortement utilisées aux États-Unis, quand les pays européens préfèrent les drêches issues de la production de bioéthanol.

### Production d'éthanol
Les grains de céréales destinés à la production de bioéthanol ou d'alcool de consommation, parfois maltées, sont tout d'abord moulus. Elles sont ensuite mélangés à de l'eau, et ce mélange est chauffés en présence d'enzymes. Celles-ci vont transformer l'amidon des céréales en sucre. Cette transformation est appelée saccharification, et le liquide obtenu est appelé le moût.
Des levures sont ajoutées et la mixture fermente pendant plusieurs jours. Le sucre se transforme alors en éthanol et en dioxyde de carbone. Si le degré d'alcool obtenu est inférieur à celui voulu dans le produit fini, le résultat est alors distillé. C'est notamment le cas pour les spiritueux et pour la production de bioéthanol.

### Séparation des drêches

#### Alcools de consommation
Dans le cas des alcools de consommation, les drêches sont séparées du moût par filtration, directement après le brassage et la saccharification. La fermentation et l'éventuelle distillation se font donc à partir du moût seul, débarrassé de ses résidus solides.

#### Bioéthanol
Dans le cas de la production de bioéthanol, les drêches sont produites à partir des sous-produits de la distillation. Ces résidus sont centrifugés pour produire la drêche humide. Elle comprend environ 30 % de matière sèche. Quelques résidus liquides sont parfois ajoutés à la partie solide comme la vinasse (liquide sans alcool) et les fonds de cuves, que l'on appelle « solubles ». C'est pour cela que ce sous-produit est souvent désigné comme des drêches de distillerie avec solubles (DDS). L'abréviation anglaise DDGS (Distillers Dried Grains with Solubles) est également courante. En général, la partie solide du résidu et les solubles sont en proportions identiques dans la drêche finale, mais il est tout à fait possible d'utiliser les solubles à d'autres fins et de ne garder que la partie solide dans la drêche.
Il existe deux processus de fabrication un peu différents : certaines usines séparent le son de la farine dès le début. Ce son peut être réintégré aux résidus de brassage pour former les drêches. D'autres usines travaillent sur la mouture complète entièrement envoyée au brassage. Elle est généralement déshydratée par la suite pour faciliter son stockage et son transport. Pour cela, l'eau en excès est retirée par centrifugation, avant que la drêche soit séchée. Certaines usines utilisent une presse à bande pour déshydrater mécaniquement les drêches.
La production d'un million de litres de bioéthanol laisse environ 1 000 tonnes de drêches déshydratées derrière elle, et ce à partir de 3 300 tonnes de blé.

## Types

### Drêches fraîches
Les drêches fraîches, qui ne subissent aucune transformation après avoir été isolées des jus, peuvent être directement récupérées par les agriculteurs. Ceci n'est possible que pour des éleveurs situés près de l'unité de production, car elles sont peu pratiques à transporter. Par ailleurs, ces drêches doivent être consommées rapidement par les animaux car elles perdent de la qualité après trois jours à l'air libre. L'éleveur doit donc se réapprovisionner environ deux fois par semaine. Les drêches fraîches comprennent généralement environ 30 % de matière sèche. Elles sont moins onéreuses que les drêches déshydratées car elles ne nécessitent aucune énergie supplémentaire puisqu'elles ne sont pas séchées. Les drêches de distillerie humides ne contiennent pas de solubles, contrairement aux drêches déshydratées. Elles peuvent de ce fait être intégrées en plus grande proportion dans les rations.
Les drêches de brasserie sont majoritairement disponible au printemps et l’été. Les drêches fraîches ne se conservent que quelques jours et ne peuvent donc concerner que les élevages à proximité de brasserie. Les drêches humides peuvent être ensilées. En travaillant soigneusement, il est possible de les conserver plusieurs mois. Tous les types de silos sont adéquats. Comme le produit est humide et fermente, il faut que le silo dispose d’un écoulement. En mélange avec des pulpes séchées ou du maïs, la formation de jus est moindre. La drêche peut aussi être achetée déshydratée mais son prix est beaucoup moins avantageux.

### Drêches fermentées

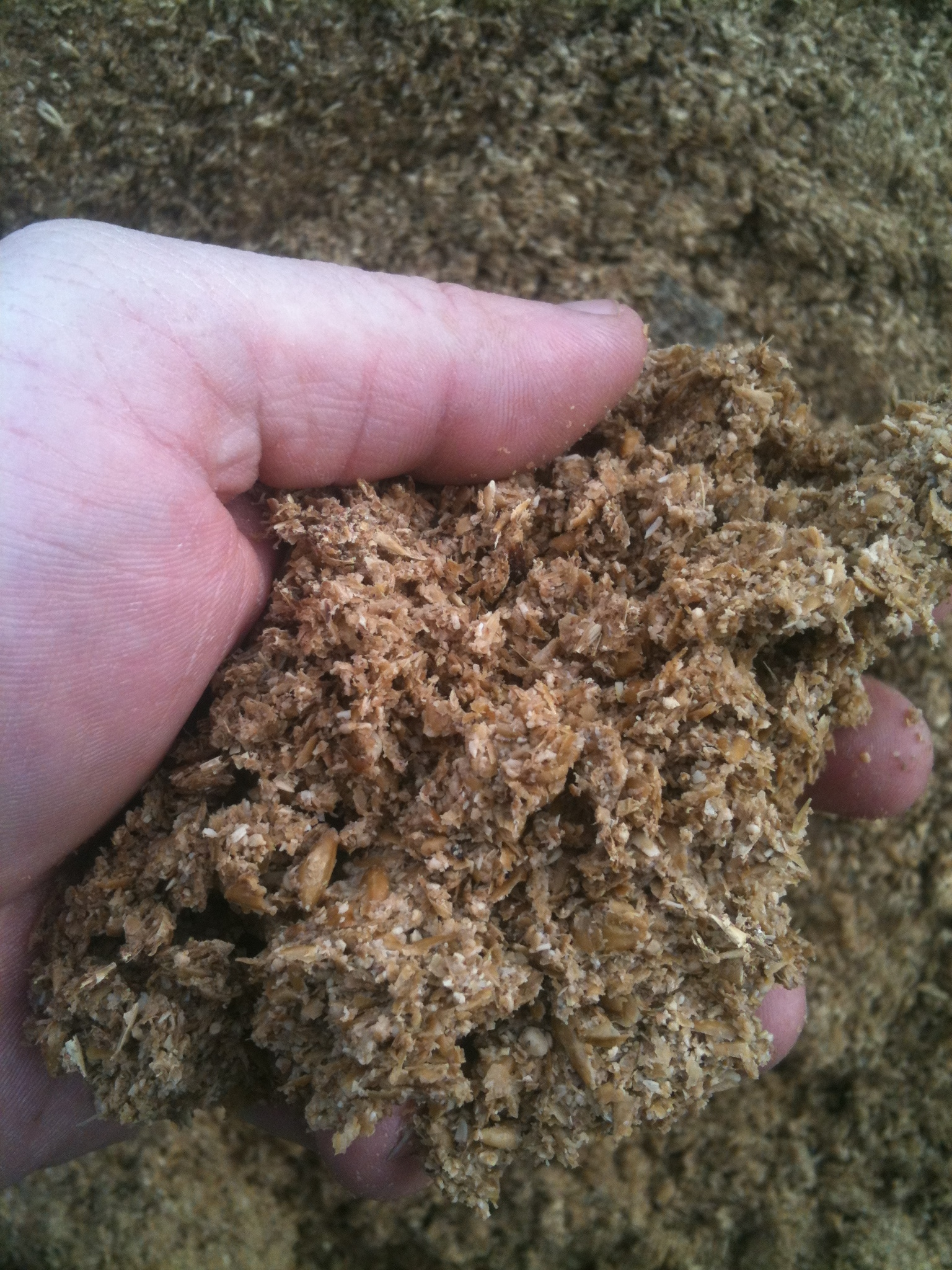
Ensilage de drêches de brasserie.

Pour conserver plus longtemps les drêches, elles peuvent être fermentées, en silo ou en balles rondes, c'est-à-dire qu'elles sont enfermées de manière hermétique sous une bâche plastique, de manière à laisser développer des fermentations anaérobies qui vont permettre une diminution du pH par production d'acide lactique et une conservation de cet aliment. Les drêches contiennent peu de sucres fermentescibles, l'amidon des grains ayant été en grande partie transformé en sucres simples lors de la saccharification et dissout dans l'eau. Elles peuvent tout de même être conservées sans faire l'usage de conservateurs si on ne veut pas garder le silo trop longtemps. 
Il faut alors prendre certaines précautions, en ne faisant pas un silo avec un front d'attaque trop important, en fermant rapidement le silo hermétiquement, car les drêches moisissent très rapidement au contact de l'air, et en prévoyant un écoulement suffisant pour les jus. En effet, l'ensilage de drêches produit une grande quantité de jus qui s'écoulent du silo, sans que la qualité de l'aliment n'en soit trop altérée, puisqu'il perd seulement 5 % de sa valeur environ. Les drêches ensilées peuvent être utilisées après trois semaines de fermentation. Il est nécessaire de prendre tous les jours une bonne quantité d'ensilage, pour qu'elles n'aient pas le temps de s'abîmer, et le stockage en silo est donc réservé aux élevages qui consomment de grandes quantités. Les balles rondes, pressées sur place, sont à préconiser pour les éleveurs qui ont une consommation plus modeste. Pour augmenter le taux de matière sèche dans ces balles, il est possible de mélanger la drêche à de la luzerne, du maïs ou du foin.

### Drêches déshydratées
Pour faciliter le transport sur de grandes distances et la conservation des drêches, elles sont souvent déshydratées à leur sortie de l'usine, et les solubles, autres coproduits issus de résidus très légers en suspension dans le distillat, et que l'on retrouve dans les fonds de cuve par exemple, sont adjoints au moment du séchage. La drêche déshydratée a un taux de matière sèche avoisinant 90 %. Elle peut être pressée pour former des bouchons, facile à distribuer aux animaux, et peut être incluse dans des mélanges plus complexes d'aliments concentrés vendus en granulés.

## Composition et valeur alimentaire
Les drêches correspondent à des céréales desquelles les sucres solubles ont été extraits. Elles constituent donc un aliment plus concentré en protéines et en minéraux, à raison de trois fois la concentration de la céréale de base. 
Dans le cas des drêches issues de la production de bioéthanol, les composants de la céréale de base représente 94 % des éléments de la drêche, le reste étant d'origine exogène (levures ajoutées en cours de processus). Le taux de matière azotée est relativement élevé, évoluant entre 28 et 30 % dans les drêches de maïs et entre 33 et 39 % dans les drêches de blé et entre 21 et 38 % pour les drêches de brasserie à partir d'orge. Par contre, le gluten, protéine principale des céréales, ne comprend pas beaucoup d'acides aminés essentiels, et les drêches sont donc faiblement pourvues en certains acides aminés comme la lysine. Or elle fait partie des acides aminés essentiels, ne pouvant être synthétisé par l'organisme des ruminants, et elle joue donc un rôle important en alimentation animale. Par ailleurs, cette lysine est souvent peu digestible dans les drêches, certainement du fait de sa combinaison avec des sucres sous l'effet des réactions de Maillard qui se produisent lors des phases de chauffage. Le faible niveau de lysine est souvent donné comme explication à la légère baisse en teneur protéique qui est observé chez les vaches laitières pour lesquelles le tourteau est remplacé par des drêches, dans diverses expérimentations visant à mieux cerner l'intérêt de cet aliment. Les protéines des drêches ont la particularité d'être peu digestibles dans la panse des ruminants, et sont donc une source importante de protéines digestibles dans l'intestin (PDIA). Les drêches, qui contiennent les enveloppes et les glumes des céréales, sont riches en cellulose brute en comparaison des concentrés. Toutefois les fibres étant très courtes, elles ne permettent pas d'initier une réelle rumination, et comportent donc des risques d'acidose si elles ne sont pas associées à une source de fibre. Un faible niveau résiduel d'amidon ayant échappé au processus de fermentation est présent et représente moins de 4 % de la matière sèche.
Suivant la céréale dont elles sont issues mais aussi le procédé de fabrication et l'usine dont elles proviennent, les drêches peuvent présenter des valeurs alimentaires très différentes, notamment du point de vue de la teneur en amidon. La drêche de blé est plus riche en protéines que la drêche de maïs, mais cette dernière est mieux pourvue en matière grasse et donc en énergie,. De fortes différences sont visibles d'une drêche à l'autre, en fonction de l'usine et donc du processus de fabrication. Ainsi, suivant le temps de chauffage qu'a subi le moût, les réactions de Maillard ont été plus ou moins poussées et la lysine est plus ou moins digeste. Par ailleurs, certaines distilleries extraient l'amidon des brisures plus grossières qui sont écartées avant la mise en fermentation, et réintégrées à la drêche en fin de chaîne. Si le gros son n'était pas réincorporé, il y aurait possibilité d'obtenir une drêche plus concentrée en protéines. Les drêches obtenues ainsi seraient plus riches en amidon et donc en énergie. La couleur des drêches, également très variable d'une usine à l'autre, pourrait être un indicateur de la teneur en acides aminés tels que la lysine et surtout de leur digestibilité, puisque les drêches sombres semblent avoir été le siège de réactions de Maillard plus poussées et sont donc moins pourvues en lysine digestible. L'intensité du séchage est aussi incriminée dans ces écarts de valeur, un séchage trop intense engendrant une trop importante cuisson des drêches. Au fil du temps et avec les améliorations technologiques, le taux d'amidon des drêches semblent également diminuer, au profit du rendement de fabrication de l'éthanol. Ainsi, il a été de 7 % en 2002 et est passé en dessous de 4 % en 2010.
| Type de drêche                   | % de matière sèche     | Matière azotée totale | Amidon | Cellulose brute | Matière grasse | Calcium  | Phosphore |
| -------------------------------- | ---------------------- | --------------------- | ------ | --------------- | -------------- | -------- | --------- |
| Drêche de brasserie              | 85 % (20 % en fraîche) | 30 %                  | 7 %    | 15 %            | 10 %           | 3,3 g/kg | 5,7 g/kg  |
| Drêche de maïs                   | 88 %                   | 28 %                  | 8 %    | 8 %             | 11 %           | 0,5 g/kg | 6,5 g/kg  |
| Drêche de blé (riche en amidon)  | 91 %                   | 31,6 %                | 13,8 % | 6,1 %           | 5,6 %          | 1,2 g/kg | 6,4 g/kg  |
| Drêche de blé (pauvre en amidon) | 91 %                   | 37,6 %                | 4,2 %  | 10,2 %          | 7,2 %          | 2 g/kg   | 5,4 g/kg  |

Du point de vue minéral, les drêches présentent une forte teneur en phosphore en comparaison de la teneur en calcium, et il faut donc veiller à ce que l'équilibre en minéraux de la ration soit bien rétabli,. Elles sont également riches en soufre, qui peut, s'il est donné en trop grandes quantités, inhiber l'absorption d'autres minéraux comme le cuivre et le zinc. Par ailleurs certaines drêches de brasserie issues de cuves en cuivre peuvent présenter une teneur élevée en cet élément. Les levures ajoutées lors de la fabrication sont une source de vitamines, et rendent le phosphore déjà présent en bonne quantité plus digestible.

## Enjeu économique

### Coproduit de plus en plus disponible

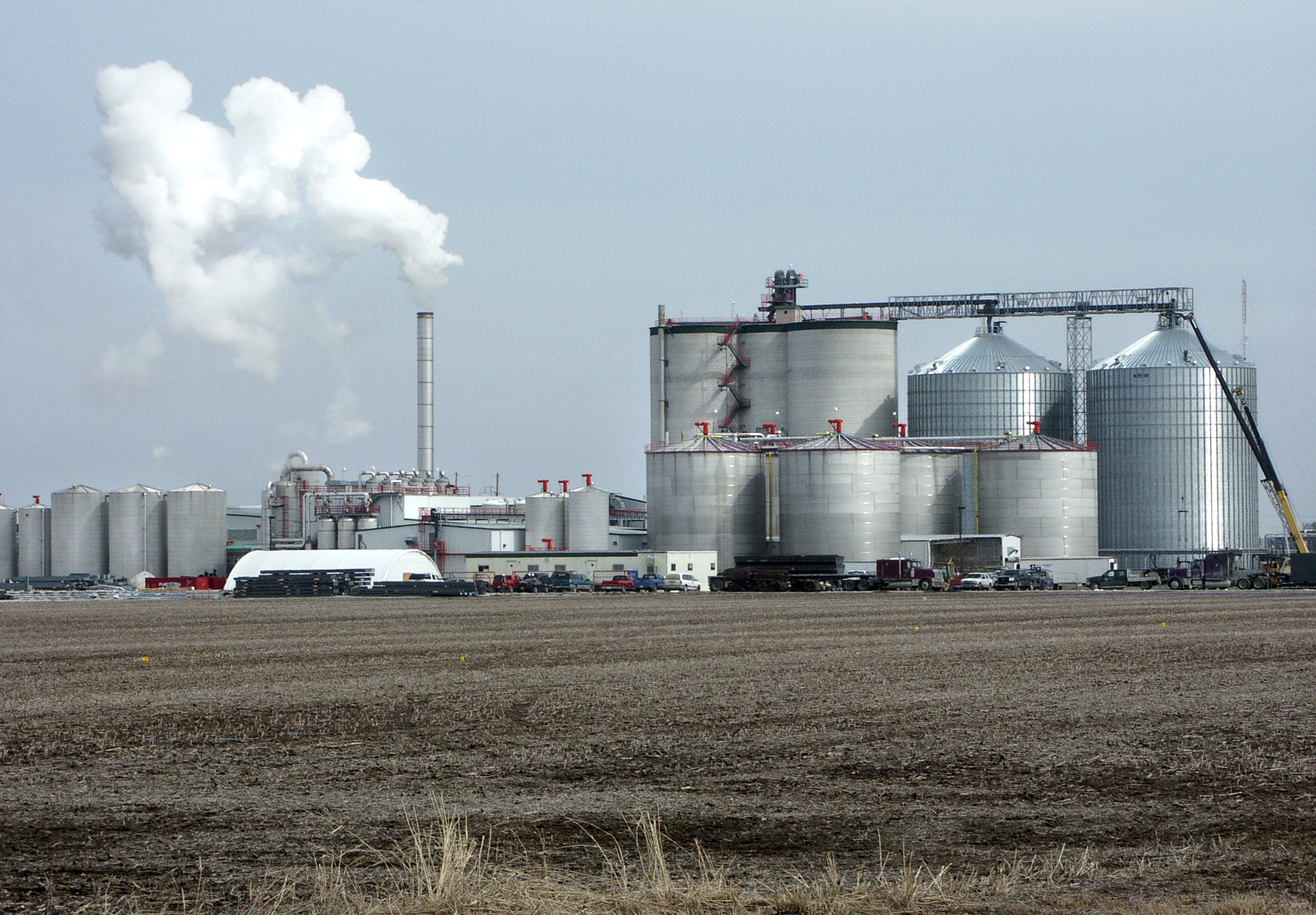
Usine de distillation du bioéthanol.

En 2006, les 50 000 tonnes de drêches de distillerie produites en France sont principalement utilisées en élevage bovin, et demeurent une source d'alimentation marginale. L'apparition des agrocarburants a changé la donne en faisant fortement augmenter la disponibilité en drêches, d'autant plus qu'à travers le monde divers États ont pris des mesures politiques pour favoriser cette source d'énergie renouvelable. Au Canada, les biocarburants représentent 5 % des carburants depuis 2010, et l'Union européenne vise 10 % de biocarburants d'ici 2020. Elle a néanmoins limité la part des biocarburants issus du bioéthanol à 5 % par la suite, pour que la production de bioéthanol ne concurrence trop les productions alimentaires quant à l'occupation des sols. Entre 2005 et 2010, la production annuelle de drêches aux États-Unis est passée de 10 millions de tonnes à 35 millions de tonnes. En France, ce chiffre est passé de 50 000 tonnes en 2006 à plus de 500 000 en 2010. Du fait d'une telle augmentation des volumes produits, la drêche, qui était auparavant consommée localement, fait de plus en plus l'objet d'un commerce international. Ainsi, environ 6 millions de tonnes de drêches en provenance des États-Unis ont été exportées en 2010 vers le Mexique, le Canada et même la Chine. D'ailleurs, la Chine a bloqué les importations de drêches à la fin de l'année 2010, accusant les Américains de pratiquer un dumping avec ces produits, qui arrivent sur le marché chinois à des prix bien moindres que les sous-produits domestiques. Ces drêches américaines bon marché intéressent également les Européens, mais sont parfois produites avec variétés de maïs OGM et inquiètent les détracteurs de ce type de culture. Cela pose également des problèmes pour la commercialisation des animaux en aval, puisqu'un bon nombre de cahiers des charges de labels de qualité européens interdisent l'utilisation d'OGM dans l'alimentation du bétail. Ce marché a une importance non négligeable pour les usines à bioéthanol, car bien qu'il s'agisse d'un sous-produit, sa bonne valorisation est indispensable à la rentabilité de l'activité.

### Impact sur l'agriculture

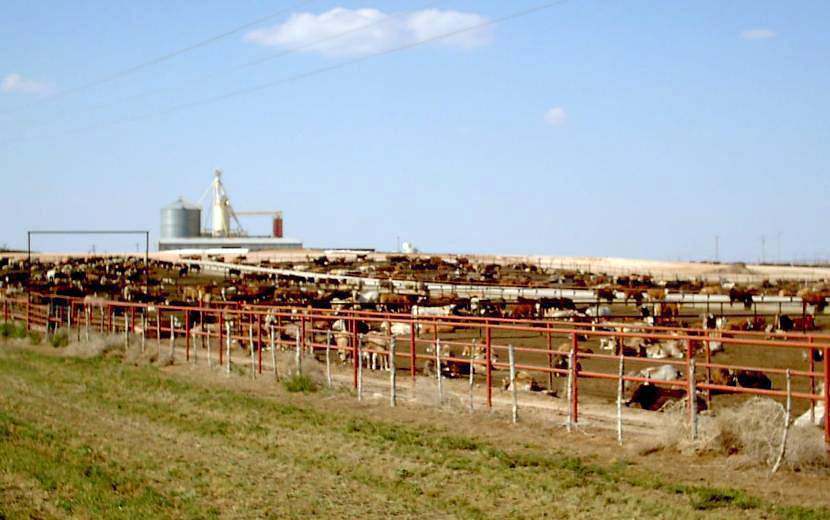
Les feed lots américains représentent un débouché privilégié pour écouler les drêches.

L'utilisation croissante des biocarburants a doublement favorisé l'utilisation des drêches dans les rations. D'une part celles-ci sont devenues disponibles en grandes quantités, et le fait que de grandes surfaces de céréales soient allouées à la production de bioéthanol a contribué à la forte augmentation du prix des céréales. Cette hausse a incité les éleveurs et producteurs d'aliments à trouver de nouveaux produits comme les drêches pour limiter le coût de l'alimentation des animaux. La croissance de l'industrie des agrocarburants dont sont issues les drêches pose par ailleurs un problème de concurrence de surface entre les filières végétales et les filières animales. Pour atteindre les objectifs élevés en termes de production d'agrocarburants de nouvelles surfaces doivent être ensemencées en céréales, et cela risque de se faire aux dépens des prairies auparavant destinées aux animaux. Certains pays comme le Danemark où l'élevage est très développé ont refusé de se lancer dans ce type de production. Finalement, l'arrivée des drêches en quantité dans l'alimentation animale n'a pas réellement un impact positif sur les élevages, qui doivent subir les effets indirects de la production de biocarburants que sont la hausse des prix des céréales et la concurrence en termes de surface. Ce sont surtout les ateliers d'engraissement situés à proximité des usines de fabrication qui devraient pouvoir en profiter en s'approvisionnant en drêches fraîches à moindre coût. Malheureusement, peu d'élevages sont véritablement concernés car les distilleries se sont installées en zone céréalière, à proximité de leur source de matières premières, et parfois loin des zones d'élevage consommatrices de sous-produits. Ainsi aux États-Unis, les usines se concentrent dans les États de la Corn Belt, comme l'Iowa, très gros producteur de maïs, et sont souvent très éloignées des grands feed lots des régions semi-arides du Texas et du Kansas. Ceux-ci s'y sont installés car ils avaient la possibilité de faire du plein air intégral, et avaient moins de contraintes environnementales et sanitaires dans ces régions. Les drêches devront donc être transportées sur de grandes distances, et obligatoirement déshydratées.

## Utilisation

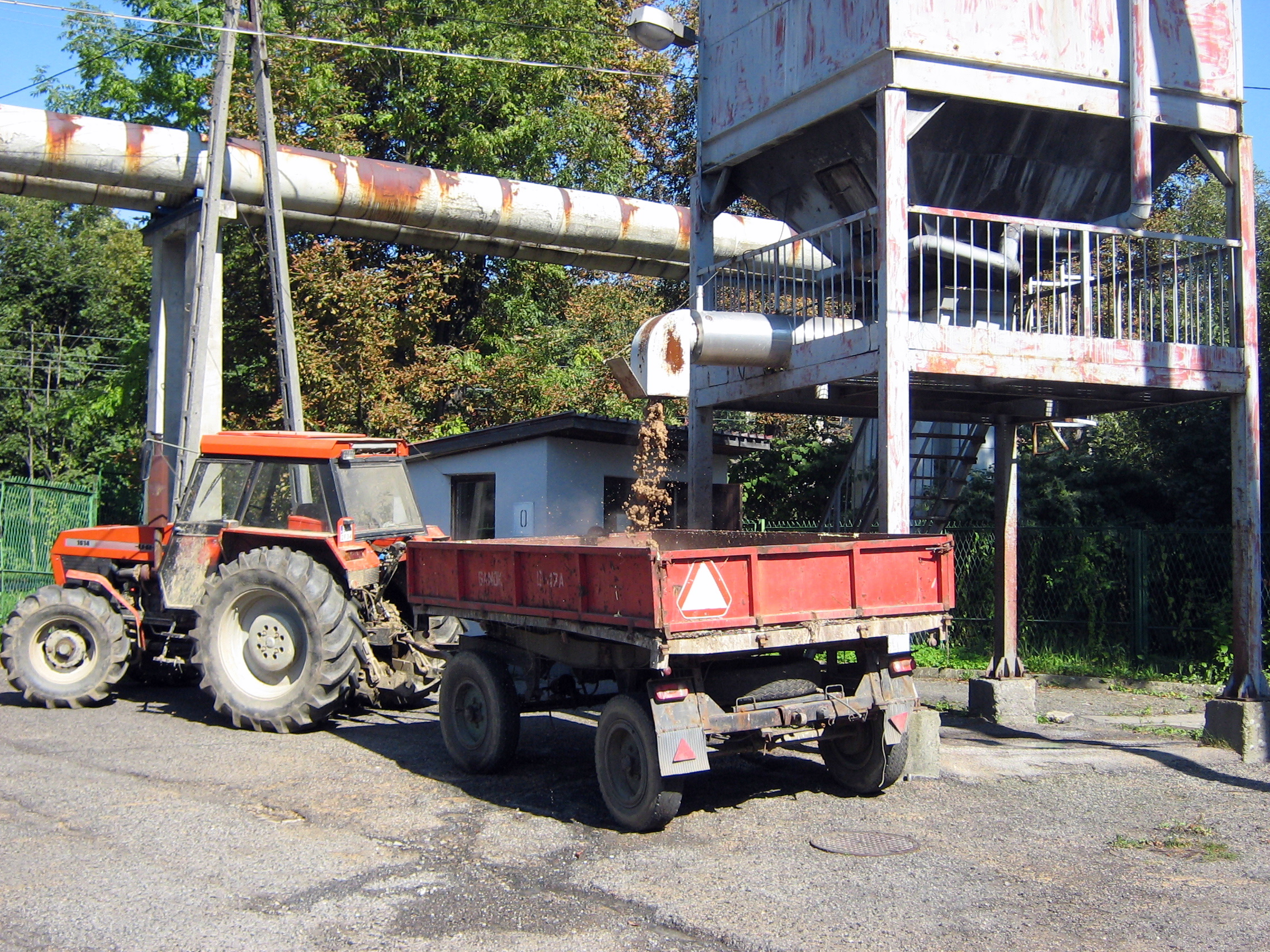
Agriculteur récupérant de la drêche fraîche.

À l'origine, les drêches ont surtout été utilisées pour alimenter les bovins, voire les petits ruminants comme les chèvres et les moutons. À la suite du développement de la production de bioéthanol, les quantités de drêches produites deviennent très importantes, et ce coproduit commence à intéresser les producteurs de porcs et de volailles qui y voient une source de protéines à moindre coût. Toutefois leur incorporation dans les aliments destinés à ces catégories d'animaux reste marginale. En 2007 en Amérique du Nord, 84 % des drêches produites sont destinées à l'alimentation des bovins (la moitié pour l'engraissement et la moitié pour les vaches laitières), pour seulement 11 % chez les porcs et 5 % chez les volailles.
L'inclusion des drêches dans la ration ne peut pas être trop conséquente, et ce pour trois raisons : la faible teneur en lysine et la nécessité d'utiliser en parallèle une autre source de protéines, la forte quantité de matière grasse présente, et notamment d'acides gras insaturés et la forte concentration en phosphore. Les excès de phosphore peuvent par exemple causer des calculs rénaux. L'intérêt économique d'incorporer des drêches dans la ration dépend de leur prix et de celui des autres aliments disponibles sur le marché. Ce co-produit a l'avantage d'être disponible tout au long de l'année, contrairement à d'autres comme la pulpe de betterave qui n'est disponible qu'à l'automne, et il est plus aisé d'assurer un approvisionnement régulier pour un agriculteur.

### Alimentation des bovins

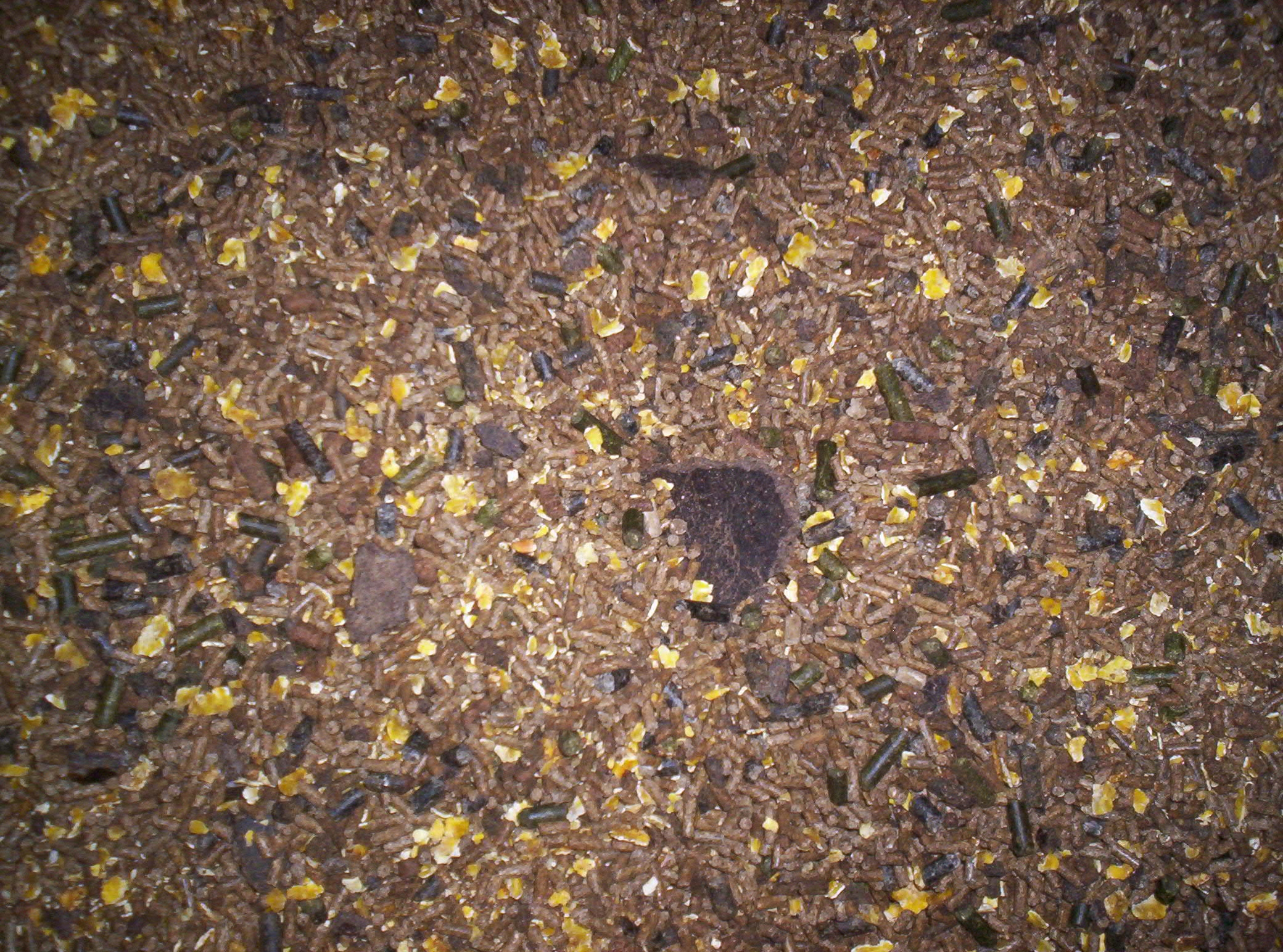
Les drêches entrent de plus en plus souvent dans la formulation des concentrés pour bovins.

Les drêches sont utilisées en alimentation animale comme source de protéines, à la place des tourteaux utilisés plus communément mais souvent plus chers. Elles conviennent bien en complément de rations riches en énergie et déficientes en matière azotée comme les rations à base de maïs ensilage. Elles sont aussi bien utilisées en engraissement, pour la production de taurillons notamment, que chez les vaches laitières en lactation. En engraissement, la drêche permet de remplacer la totalité du tourteau et même une partie des céréales. Chez la vache laitière, il est recommandé de l'utiliser en petites quantités, au maximum 3 kg par jour, et en complément d'une autre source de protéines. En effet, comme elles sont peu pourvues en lysine, elles ont tendance à faire diminuer le taux protéique du lait, et leur teneur importante en matières grasses insaturées risque de faire diminuer le taux butyreux si elles sont employées en trop grandes proportions. En engraissement, des essais dans des feed lots américains ont montré qu'il est possible d'incorporer jusqu'à 50 % de drêches de brasserie dans une ration sans nuire à la santé ni aux performances des animaux.
Du fait d'une teneur en protéines et en phosphore importante, les excrétions des bovins recevant des rations avec une bonne proportion de drêches sont plus importantes en ces éléments. Le fumier produit est donc un peu plus riche en azote et en phosphore, ce qui est intéressant pour les cultures.

### Alimentation des caprins et ovins
Les drêches peuvent également être incorporées à l'alimentation des ovins et des caprins. Pour les agneaux à l'engraissement, il est conseillé d'en distribuer des quantités peu importantes, et qu'elles ne représentent pas plus de 10 % de la ration totale. Les ovins sont particulièrement sensibles à la présence de cuivre dans leur alimentation, et ne supportent pas un apport journalier supérieur à 25 mg/jour, c'est pourquoi il est nécessaire de distribuer les drêches avec parcimonie si elles sont issues de cuves en cuivre comme cela arrive en brasserie.

### Alimentation des porcs
Les recherches sur l'utilisation des drêches en alimentation porcine datent de la fin des années 1940. En France, l'INRA a étudié l'opportunité de ce type de coproduit pour l'alimentation des porcins dans les années 1980. Les porcs charcutiers engraissés avec ce type d'aliment présentent des performances correctes si les drêches sont utilisées à raison de 10 % de l'aliment, mais elles déclinent fortement si ce seuil est franchi. Toutefois, les drêches de brasserie étant alors peu courantes et donc un peu chères, leur utilisation n'a pas été réellement rentable. Avec l'arrivée du bioéthanol et la production en masse de drêches à des coûts assez faibles, la question d'inclure les drêches dans les rations porcines s'est à nouveau posée. Les études américaines confirment une légère baisse de croissance et un indice de consommation un peu moins bon lorsque les drêches sont utilisées, notamment si l'éleveur les inclut en fortes proportions (plus de 20 % de la ration). Au niveau de la qualité de la carcasse, les porcs qui consomment des drêches en phase de finition présentent un gras moins ferme.

### Alimentation des volailles
En 2014, les drêches sont encore peu utilisées dans l'alimentation des volailles, mais quelques études ont tout de même envisagé cette possibilité, démontrant que leur introduction dans la ration en faibles quantités n'avait pas d'incidences sur la production des poulets de chair et des dindes, à condition de prendre en compte leur déficit en lysine dans la formulation de l'aliment. La plupart des auteurs conseillent un niveau d'incorporation des drêches dans l'alimentation des volailles à hauteur de 10 % pour les animaux en phase de démarrage et de 10 %, voire jusqu'à 15 % pour les animaux en croissance et en finition. Toutefois, si le seuil de 10 % dans la ration sur l'ensemble de la période d'engraissement est franchi, les performances risquent de baisser nettement, et notamment le gain moyen quotidien et l'indice de consommation.
L'incorporation de drêches en quantités raisonnables dans la ration de lapin en engraissement ne semble pas enrayer la croissance de ceux-ci.

### Autres utilisations

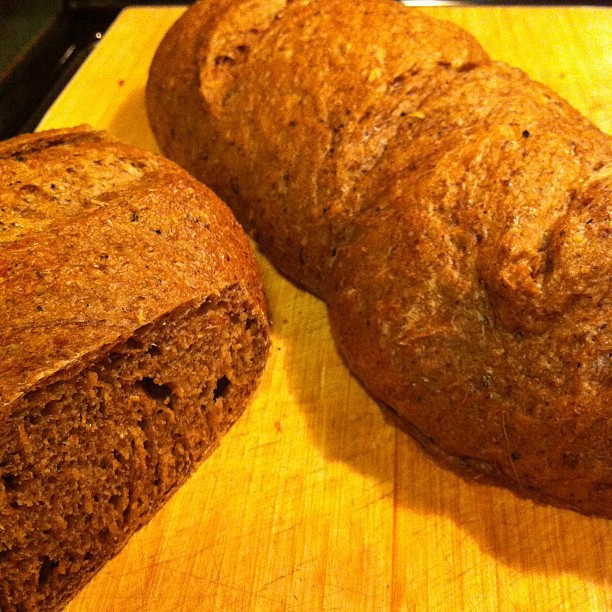
Pain aux drêches.

Parfois les drêches sont utilisées pour l'alimentation des poissons en pisciculture. Elle permet un bon développement du phytoplancton dans les étangs. Les drêches peuvent servir de combustible et donc produire de l'énergie dans les usines où elles sont produites. Cela permet aux usines qui les produisent de diminuer la consommation de ressources énergétiques externes et de ne pas dépendre des acheteurs pour écouler ce sous-produit. Ce recyclage thermique nécessite que celles-ci soient déshydratées en préalable. Les drêches sont brûlées dans une chaudière à biomasse adaptée après avoir été pressées et séchées. Une partie de la chaleur produite est d'ailleurs utilisée pour sécher les drêches, mais la majorité va être utilisée dans le reste de l'usine. Les cendres produites sont riches en minéraux et peuvent être utilisées comme engrais. Certains projets récents utilisent les drêches comme combustible à l'extérieur de leur usine de fabrication, dans des centrales de cogénération à biomasse visant à produire de l'électricité.
Les drêches de brasserie sont de plus en plus utilisées dans l'alimentation humaine. On peut, par exemple, confectionner du pain à partir de drêches et de farine, auxquelles il faut adjoindre un peu de bière.  Il est également possible de faire des crackers à base de drêches de brasserie comme le montre différentes initiatives pour lutter contre le gaspillage alimentaire. Plus globalement, l'incorporation de drêches de brasserie dans des recettes en remplacement d'une partie de la farine de blé permet d'augmenter fortement la quantité de fibres diététiques, ainsi que la quantité de protéines, tout en réduisant l'apport calorique du produit. La valorisation des drêches de brasserie dans l'alimentation humaine a du sens principalement dans les milieux urbains, où les brasseurs ne peuvent pas facilement proposer leurs co-produits à des éleveurs. Ils sont donc contraints de trouver des voies de valorisation alternatives, dont le nombre ne cesse de croître,. L'utilisation des drêches en voie alimentaire humaine présentent également de nombreux intérêts environnementaux : préservation de surface agricole, moins de gaz à effet de serre que le compostage ou méthanisation...
Elles peuvent servir de substrat pour la culture de champignons, ou à la production de biogaz. Une fois compostées, les drêches constituent également un engrais de bonne qualité.